# Hans-Walter Schmidt-Hannisa
Hans-Walter Schmidt-Hannisa (* 1958 in Kulmbach) ist ein deutscher Germanist.

## Leben
Nach dem Magister Artium 1984 (Hauptfach: Neuere deutsche Literaturwissenschaft, Nebenfächer: Germanische Philologie, Philosophie) war er von 1989 bis 1991 wissenschaftlicher Assistent am Fachbereich Deutsch als Fremdsprache (Interkulturelle Germanistik) der Universität Bayreuth. Nach der Promotion 1989 war er von 1991 bis 1997 wissenschaftlicher Assistent am Lehrstuhl für Deutschdidaktik und Neuere deutsche Literaturwissenschaft der Universität Bayreuth und habilitierte sich im Jahr 2000. Seit 2005 ist Schmidt-Hannisa Professor und Head of Department am Department of German der irischen University of Galway.
Seine Forschungsinteressen umfassen die Literatur- und Kulturgeschichte des Traums, die Literaturgeschichte des 18. bis 21. Jahrhunderts, die deutsche Aufklärung und Romantik (insbesondere die Schriften von Jean Paul, Clemens Brentano und E. T. A. Hoffmann), das Werk des Zeichners Caspar Walter Rauh, historische und interkulturelle Aspekte des Lesens sowie Medientheorie.
Seit 2011 ist Schmidt-Hannisa Honorarkonsul der Bundesrepublik Deutschland und als solcher zuständig für den Westen der Republik Irland.

## Schriften (Auswahl)
- Erlösung der Schrift. Zum Buchmotiv im Werk Clemens Brentanos. Wien 1991, ISBN 3-900767-63-7.
- mit Michael Niehaus (Hrsg.): Unzurechnungsfähigkeiten. Diskursivierungen unfreier Bewußtseinszustände seit dem 18. Jahrhundert. Frankfurt am Main 1998, ISBN 3-631-33451-6.
- mit Marie Guthmüller (Hrsg.): Das nächtliche Selbst. Traumwissen und Traumkunst im Jahrhundert der Psychologie. Band 1: 1850–1900. Wallstein-Verlag, Göttingen 2016; Band 2: 1900–1950. Wallstein-Verlag, Göttingen 2020, ISBN 978-3-8353-1903-5.